# In fondo al viale/Laura (dei giorni andati)
In fondo al viale/Laura (dei giorni andati) è il primo singolo a 45 giri dei Gens, pubblicato dalla Det nel 1968.
Le due canzoni sono edite dalle edizioni musicali CAM, che erano di proprietà della famiglia Campi come la casa discografica Det.

## Descrizione
In fondo al viale
La canzone è ambientata in un viale (nel testo del brano non è specificato in quale città), dove all'angolo vi è un bar, ed il testo, oltre a descrivere il luogo, parla di una ragazza che piace al protagonista, che la aspetta appunto in fondo al viale.
La canzone ha vinto il III Torneo EuroDavoli, regalando grande popolarità ai Gens, ha partecipato al Cantagiro 1969 e alla quarta edizione del Festival di Rieti.
Il viale della canzone è il Viale San Martino ed il Bar che si trova proprio in fondo al viale, è il Bar Progresso.
Il Viale San Martino rappresenta per Messina la via centrale dove si svolgeva e si svolge tuttora la vita sociale degli abitanti.
Laura (dei giorni andati)
Scritta da Roberto Vecchioni per il testo, nel titolo e nel testo il cantautore usa per la prima volta un nome, Laura, che ricorrerà in seguito in altre sue canzoni: Il sogno di Laura, Canzone per Laura (da Ipertensione), Ridi Laura e Bei tempi.
Entrambi i brani furono inseriti nella colonna sonora del film Plagio, diretto da Sergio Capogna (con Mita Medici e Ray Lovelock).

## Tracce
Lato A
1. In fondo al viale (testo: Salvatore Trimarchi, Cesare Gigli – musica: Gianni Marchetti)

Lato B
1. Laura dei giorni andati (testo: Roberto Vecchioni – musica: Andrea Lo Vecchio)

## Formazione
- Filiberto Ricciardi: voce, chitarra
- Gilberto Bruno: chitarre
- Pino Salpietro: batteria
- Ettore Cardullo: basso
- Pippo Landro: tastiere